# Condado de Wallace
El condado de Wallace (en inglés: Wallace County), fundado en 1868, es uno de 105 condados del estado estadounidense de Kansas. En el año 2005, el condado tenía una población de 1,573 habitantes y una densidad poblacional de 0.7 personas por km². La sede del condado es Sharon Springs. El condado recibe su nombre en honor al General de la guerra civil estadounidense W. H. L. Wallace. 

## Geografía
Según la Oficina del Censo, el condado tiene un área total de 2367 km² (913,9 mi²), de la cual 2367 km² (913,9 mi²) es tierra y 0 km² (0 mi²) (0.00%) es agua.

### Condados adyacentes
- Condado de Sherman (norte)
- Condado de Logan (este)
- Condado de Wichita (sureste)
- Condado de Greeley (sur)
- Condado de Cheyenne, Colorado (oeste)
- Condado de Kit Carson, Colorado (noroeste)

## Demografía
Según la Oficina del Censo en 2000, los ingresos medios por hogar en el condado eran de $33.000, y los ingresos medios por familia eran $42.022. Los hombres tenían unos ingresos medios de $25.610 frente a los $18.333 para las mujeres. La renta per cápita para el condado era de $17.016. Alrededor del 16,10% de la población estaban por debajo del umbral de pobreza.

## Localidades
Población estimada en 2004;
- Sharon Springs, 739 (sede)
- Wallace, 62

## Municipios
El condado de Wallace está dividido entre 4 municipios. Ninguna de las ciudades del condado son consideradas independientes a nivel de gobierno, y todos los datos de población para el censo e las ciudades son incluidas en el municipio.

## Educación

### Distritos escolares
- Wallace USD 241
- Weskan USD 242